# Dirk Müller-Remus
Dirk Müller-Remus (* 12. Oktober 1957 in Berlin) ist ein deutscher Manager. Er wurde bekannt als Gründer der Sozialunternehmen Auticon und Diversicon.

## Leben
Müller-Remus schloss 1987 ein Studium der Betriebswirtschaftslehre an der Johann Wolfgang Goethe-Universität in Frankfurt am Main als Diplom-Kaufmann mit Schwerpunkt Wirtschaftsinformatik ab.
Seine Berufslaufbahn begann 1988 bei der Siemens AG als Software-Entwickler im Bereich Telekommunikation. 1993 wechselte er zu DeTeWe, wo er 1999 zum Mitglied der Geschäftsleitung ernannt wurde. Von 2005 bis 2011 führte Müller-Remus als Vorstand die NovaVision AG in Magdeburg.
Im Jahr 2007 wurde bei einem seiner vier Kinder das Asperger-Syndrom diagnostiziert. Durch die intensive Beschäftigung mit diesem Thema Autismus und der Tatsache, dass sehr viele Autisten in Deutschland arbeitslos sind, entwickelte er gemeinsam mit seiner Frau Kerstin Remus die Idee zur Gründung des ersten IT-Beratungsunternehmens in Deutschland, das ausschließlich Menschen mit Autismus als Berater beschäftigt. Im November 2011 gründete er gemeinsam mit dem Ananda Social Venture Fund das Unternehmen Auticon GmbH.
Da Auticon insbesondere Autisten mit einer besonderen Stärke in IT beschäftigt, gründete Müller-Remus 2017 gemeinsam mit René Kuhlemann das Unternehmen Diversicon GmbH, um auch Autisten außerhalb der IT eine berufliche Perspektive zu bieten. Diversicon hat bis 2021 142 autistische Personen in Kursen und Einzelcoachings betreut, Auticon konnte bis 2023 weltweit ca. 600 Arbeitsplätze auf dem ersten Arbeitsmarkt schaffen.
Diversicon und Auticon wurden als Vorbild für Social Entrepreneurship mit spürbarer gesellschaftlicher Wirkung gewürdigt. Im Jahr 2024 beriet Müller-Remus das Startup Neurotime, das Menschen im Autismus-Spektrum dabei helfen will, einen besseren Umgang mit der Zeitwahrnehmung zu erlangen.

## Patente
Müller-Remus ist Mitinhaber eines Patentes „Anzeigevorrichtung sowie Verfahren zur Anzeige eines zeitlichen Ablaufs von zumindest zwei aufeinanderfolgenden Ereignissen und / oder auszuführenden Tätigkeiten“.

## Auszeichnungen
- 2015: Sonderpreis des Deutschen Gründerpreises[14] für die Gründung von auticon[15]
- 2021: Zugabepreis der Körber-Stiftung für vorbildliche gesellschaftlicher Wirkung[9][10]
- 2021: Verdienstkreuz am Bande des Verdienstordens der Bundesrepublik Deutschland für sein Engagement für Menschen mit Autismus[16][17]

## Schriften
- Auticon – Qualität auf den Punkt. In: Kongress der Sozialwirtschaft e. V. (Hrsg.): Tradition und Innovation. Nomos Verlagsgesellschaft mbH & Co. KG, 2016, ISBN 978-3-8452-6555-1, S. 199–212, doi:10.5771/9783845265551-199 (nomos-elibrary.de [abgerufen am 2. Oktober 2024]).
- Der auticon-Effekt. In: Alexander Kraemer, Laura Marie Edinger-Schons (Hrsg.): CSR und Social Enterprise. Springer Gabler, Berlin, Heidelberg 2019, ISBN 978-3-662-55590-3, S. 123–130, doi:10.1007/978-3-662-55591-0_11 (springer.com [abgerufen am 2. Oktober 2024]).